# Padre di Sidonio Apollinare
L'anonimo padre di Sidonio Apollinare (floruit 423-449) fu un importante funzionario dell'Impero romano d'Occidente.

## Biografia
Era il figlio di Apollinare, Prefetto del pretorio delle Gallie sotto gli usurpatori Costantino III e Costante; sono noti i nomi di tre suoi fratelli, Apollinare, Simplicio e Taumasto. Ebbe come figlio il poeta Gaio Sollio Sidonio Apollinare.
Prima del 423 ricoprì la carica di tribunus et notarius sotto l'imperatore Onorio; aveva come collega il padre di Aquilino, che fu poi amico di Sidonio.
Fu Prefetto del pretorio delle Gallie tra il 448 e il 449.